# Alice Lake
Alice Lake (Brooklyn, New York, 12 september 1895 – Hollywood, Los Angeles, 15 november 1967) was een Amerikaanse filmactrice. Zij begon haar carrière in het stommefilmtijdperk. Tussen 1914 en 1937 speelde zij in 96 films.
Op het hoogtepunt van haar carrière verdiende zij 1200 dollar per week, maar na de introductie van de geluidsfilm verdween Lake naar de achtergrond en was zij alleen nog maar in bijrollen te zien. In 1935 verscheen zij voor het laatst in een film met een kleine rol in Frisco Kid.
Voor haar bijdrage aan de filmindustrie heeft Lake een ster op de Hollywood Walk of Fame.

## Gedeeltelijke filmografie
- The Moonshiners (1916)
- The Waiters' Ball (1916)
- A Creampuff Romance (1916)
- The Butcher Boy (1917)
- A Reckless Romeo (1917)
- The Rough House (1917)
- His Wedding Night (1917)
- The Texas Sphinx (1917)
- Coney Island (1917)
- A Country Hero (1917)
- Out West (1918)
- Salvation Army Woman (1918)
- The Bell Boy (1918)
- Moonshine (1918)
- Good Night, Nurse! (1918)
- The Cook (1918)
- Camping Out (1919)
- A Desert Hero (1919)
- Lombardi, Ltd. (1919)
- The Garage (1920)
- The Hole in the Wall (1921)
- More to Be Pitied Than Scorned (1920)
- I Am the Law (1922)
- The Unknown Purple (1923)
- The Girl from Missouri (1934)
- Babes in Toyland (1934)
- Frisco Kid (1935)

- Biblioteca Nacional de España: XX926003
- Bibliothèque nationale de France: cb16251620w (data)
- Catàleg d'autoritats de noms i títols de Catalunya: 981058514901206706
- International Standard Name Identifier: 0000 0001 1647 492X
- Library of Congress Control Number: n94091523
- SNAC: w6dk94f9
- Virtual International Authority File: 55848244
- WorldCat: E39PBJyCF3WpKkckBGDKjq7PwC